# True Stories and Other Dreams
True Stories and Other Dreams — девятый студийный альбом американской певицы Джуди Коллинз, выпущенный в январе 1972 года на лейбле Elektra Records.

## Об альбоме
В альбом вошла песня Валери Картер «Cook With Honey», с которой Коллинз попала в топ-40 синглового чарта Billboard, а также песня Тома Пакстона «The Hostage» о беспорядках в тюрьме «Аттика» в 1971 году. Кроме того, на пластинке представлен ряд композиций, написанных лично Коллинз, в том числе «Fisherman Song», которую она позже исполнит на «Улице Сезам». Альбом достиг 27 места в чарте Billboard Top LPs & Tape.

## Список композиций
| №  | Название                       | Автор(ы)      | Длительность |
| -- | ------------------------------ | ------------- | ------------ |
| 1. | «Cook With Honey»              | Валери Картер | 3:29         |
| 2. | «So Begins the Task»           | Стивен Стиллз | 3:11         |
| 3. | «Fisherman Song»               | Джуди Коллинз | 3:56         |
| 4. | «The Dealer (Down and Losin’)» | Боб Рузика    | 3:55         |
| 5. | «Secret Gardens»               | Джуди Коллинз | 5:30         |

| №  | Название          | Автор(ы)      | Длительность |
| -- | ----------------- | ------------- | ------------ |
| 1. | «Holly Ann»       | Джуди Коллинз | 4:47         |
| 2. | «The Hostage»     | Том Пакстон   | 2:52         |
| 3. | «Song for Martin» | Джуди Коллинз | 5:05         |
| 4. | «Che»             | Джуди Коллинз | 7:32         |

## Участники записи
Список составлен по сведениям базы данных Discogs
Музыканты:
- Джуди Коллинз — вокал, гитара, фортепиано, клавишные
- Боб Догерти — бас
- Рассел Джордж — бас
- Билл Кейт[англ.] — слайд-гитара
- Луи Киллен[англ.] — концертина
- Стив Манделл[англ.] — гитара

| - Джерри Мэтьюз — гитара - Рэй Барретто — конга - Дон Брукс — губная гармошка - Ларри Пакер — народная скрипка - Баки Пиццарелли — гитара - Пол Престопино — арфа - Аллан Шварцберг — барабаны, перкуссия | Музыканты: - Эрик Вайссберг — гитара, банджо, бас Технический персонал: - Марк Абрамсон — музыкальный продюсер - Шелли Якус — звукоинженер - Джей Мессина — звукоинженер |

## Позиции в хит-парадах
| Чарт (1973)         | Высшая позиция |
| ------------------- | -------------- |
| США (Billboard 200) | 27             |